# L.H.D.
Il titolo di Doctor of Humane Letters o Dottore in scienze umanistiche (in latino Litterarum humanarum doctor - dottore in letteratura umanistica); D.H.L.; o L.H.D.) è sempre conferito come una laurea honoris causa, solitamente a coloro che si sono distinti per settori diversi da quello della scienza, politica, letteratura o la religione, ai quali vengono rilasciati rispettivamente i titoli accademici di Doctor of Science, Doctor of Laws, Doctor of Letters, o Doctor of Divinity.
Il titolo di Dottore in letteratura umanistica non deve essere confuso con i gradi accademici rilasciati sulla base di ricerche, come Doctor of Philosophy o Doctor of Theology, o conseguendo le lauree abilitanti all'esercizio di una professione come Doctor of Medicine, Juris Doctor, Doctor of Ministry (Dottore ministro del Culto), ecc.